# Lerke Osterloh
Lerke Osterloh (* 29. September 1944 in Wüsting-Holle bei Oldenburg) ist eine deutsche Steuerrechtswissenschaftlerin und war von 1998 bis 2010 Richterin des Bundesverfassungsgerichts.

## Leben
Lerke Osterloh wurde als Tochter des Pastors und späteren Kultusministers von Schleswig-Holstein Edo Osterloh und seiner Frau Gertrud, geborene Wilmanns, geboren. Osterloh studierte Rechtswissenschaft in Kiel, München und Hamburg. Nach dem 1969 abgelegten Ersten Staatsexamen war Osterloh von 1972 bis 1978 wissenschaftliche Mitarbeiterin und Assistentin an der Universität Hamburg. In dieser Zeit legte sie 1975 das Zweite Staatsexamen ab und wurde 1978 ebenfalls in Hamburg mit einer Arbeit über Das Prinzip der Eigentumsopferentschädigung im Zivilrecht und im öffentlichen Recht promoviert.
Von 1979 bis 1989 wirkte sie als Assistenzprofessorin an der Freien Universität Berlin, wo sie sich 1989 mit einer Arbeit über Gesetzesbindung und Typisierungsspielräume bei der Anwendung der Steuergesetze habilitierte.
Einem Lehrauftrag an der Universität Heidelberg folgte 1990 ein Ruf auf eine Professur für Öffentliches Recht und Steuerrecht an der Universität Trier; von 1993 war sie Universitätsprofessorin für diese Fächer an der Johann Wolfgang Goethe-Universität in Frankfurt am Main. Von Bedeutung sind neben ihren Veröffentlichungen zum Steuer- und Abgabenrecht auch ihre Arbeiten zur Gleichberechtigung.
Ab Oktober 1998 gehörte sie dem Zweiten Senat des Bundesverfassungsgerichts als Nachfolgerin von Karin Graßhof an. Als Kandidatin der SPD in das Gericht gewählt, wurde sie im Zweiten Senat zusammen mit Gertrude Lübbe-Wolff und Michael Gerhardt dem eher linksliberalen Flügel zugerechnet. Als Dezernentin war sie vor allem für das Finanzverfassungs- und Haushaltsrecht, das Steuerrecht sowie das Ausländer- und Asylrecht zuständig. So erarbeitete sie als Berichterstatterin die Grundsätze des Urteils zur Rentenbesteuerung vom 6. März 2002.
Die zwölfjährige Amtszeit Osterlohs und damit ihre Mitgliedschaft beim Bundesverfassungsgericht endete am 16. November 2010. Die Nachfolge auf ihrer Richterstelle trat am selben Tag Monika Hermanns an. 
Osterloh ist kinderlos verheiratet und lebt in Berlin.

## Auszeichnungen
- Großes Verdienstkreuz mit Stern und Schulterband des Verdienstordens der Bundesrepublik Deutschland[1]